# Æ Tinuser
Æ Tinuser er en film instrueret af Jørgen Vestergaard efter manuskript af Jørgen Vestergaard.

## Handling
Æ Tinuser er tre musikalske brødre, sønner af en balmusiker ved navn Tinus. Sønnerne har spillet sammen i deres lille orkester i årtier og har holdt en bestemt musiktradition i live. En musik, som lever et sted midt imellem folkedansen og den nutidige selskabsdans. Filmen er et folkelivsbillede fra en tid, som er forsvundet - så godt som.